# Lorenz von Seidlein
Lorenz Seidlein, seit 1906 Ritter von Seidlein, (* 15. November 1856 in Bamberg; † 18. August 1935 in München) war der letzte Eisenbahnminister des Königreichs Bayern.

## Leben
Der erzkonservative und königstreue Politiker absolvierte ein Jurastudium an der Universität München. Hier wurde er 1876 Mitglied der Bamberger landsmannschaftlichen Studiengemeinschaft, der späteren Münchener Burschenschaft Babenbergia. Nach Abschluss des Studiums absolvierte er zunächst die Beamtenlaufbahn und wurde 1907 Präsident der Eisenbahndirektion Nürnberg. Im Jahr zuvor war Seidlein durch Prinzregent Luitpold mit dem Ritterkreuz des Verdienstordens der Bayerischen Krone beliehen worden. Damit verbunden war die Erhebung in den persönlichen Adelsstand und er durfte sich nach der Eintragung in die Adelsmatrikel Ritter von Seidlein nennen. Nach dem Sturz des Kabinetts Podewils-Dürnitz wurde er am 9. Februar 1912 zum Staatsminister für Verkehrsangelegenheiten im Kabinett Hertling berufen. 1913 wurde er mit dem Verdienstorden vom Heiligen Michael I. Klasse ausgezeichnet. Mit Diplom vom 26. Januar 1917 wurde er in den erblichen bayerischen Adelsstand erhoben. Seine Amtszeit endete mit dem Ende des Königreiches im November 1918.
Während der Weimarer Republik war er weiter politisch aktiv, von März 1925 bis November 1926 als Vorsitzender des Bayerischen Heimat- und Königsbundes (BHKB), einer Vereinigung, die eine Restauration der Monarchie in Bayern zum Ziel hatte. Der gut gemeinte Versuch des BHKB die Machtübernahme der Nationalsozialisten in Bayern durch die Ernennung des ehemaligen Kronprinzen  Rupprecht zum Generalstaatskommissar zu verhindern, scheiterte jedoch am Dilettantismus und der mangelnden Entschlossenheit der Akteure.
Er war seit dem Sommersemester 1922 Ehrenmitglied der katholischen Studentenverbindung KBStV Rhaetia München.
Lorenz Seidlein starb im Alter von 78 Jahren.

## Grabstätte
Die Grabstätte von Lorenz Seidlein befindet sich auf dem Münchner Waldfriedhof  (Grabnr. 21-W-41).

## Kritik
Im Oktober 1917 warf Finanzminister Georg von Breunig seinem Kabinettskollegen Seidlein in einem offenen Streit vor dem Landtag vor, Partikularinteressen seines Hauses über das Wohl des Staates zu stellen. Der liberale Abgeordnete Ernst Müller-Meiningen bezeichnete die Berufung Seidleins im Verlauf der Debatte als ein „Unglück für die Bayerische Regierung“, während Ministerpräsident Hertling zugeben musste, dass er Seidlein vor seiner Berufung nur vom Namen her gekannt hatte.
Heftig in der Kritik stand Seidlein auch als Gewerkschaftsgegner, nachdem er den Eisenbahnerrevers erlassen hatte, den jeder Mitarbeiter der bayerischen Eisenbahn bei seinem Eintritt unterschreiben musste. Darin mussten sich diese verpflichten, keiner Vereinigung beizutreten, die das Streikrecht forderte.

## Namensgeber für Straße
Nach Lorenz Seidlein wurde 1956 in München im Stadtteil Daglfing (Stadtbezirk 13 – Bogenhausen) die Seidleinweg benannt.Lageplan